# Bobritzsch (rivière)
Pour les articles homonymes, voir Bobritzsch.

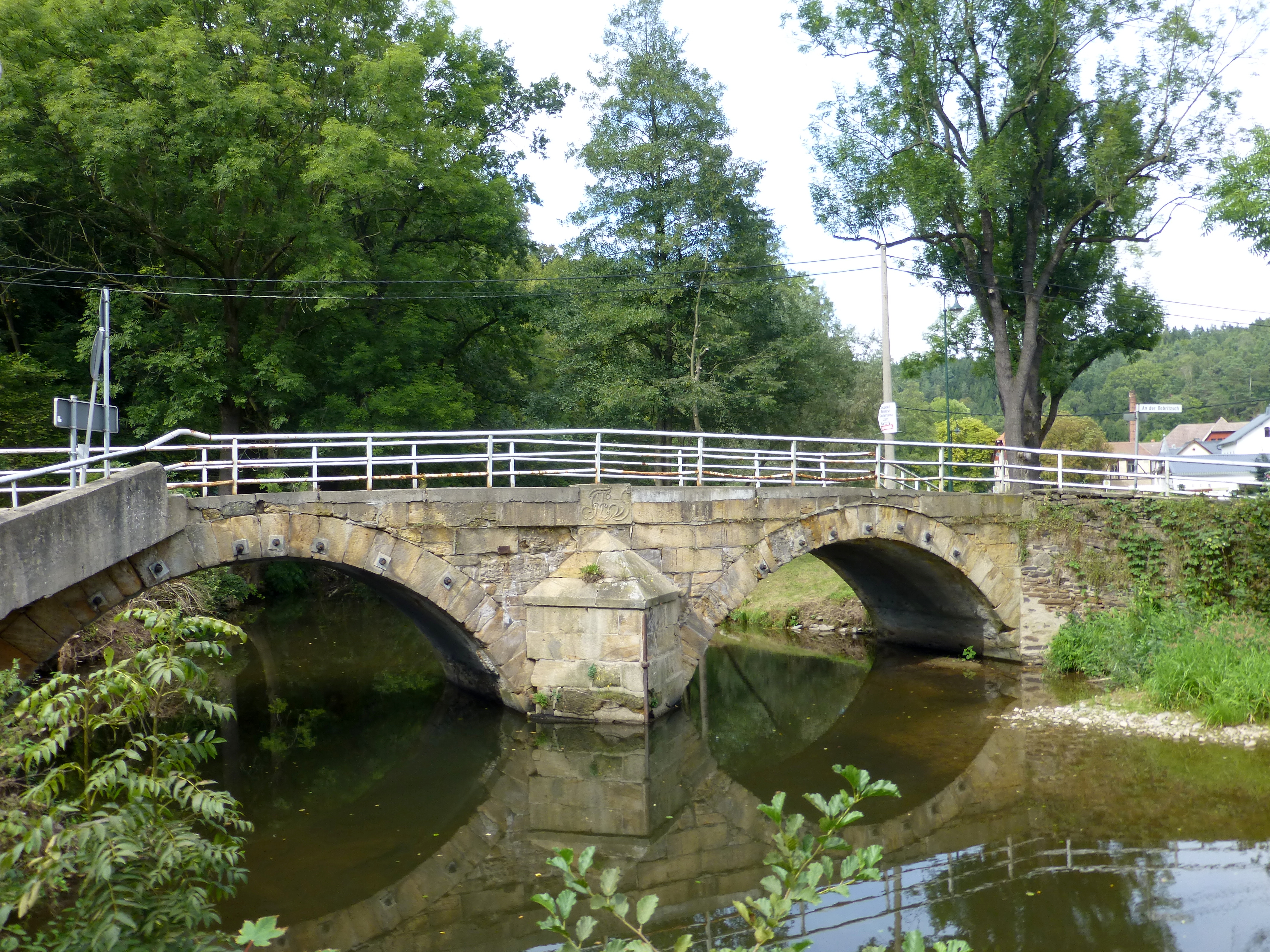
Pont traversant la rivière à Krummenhennersdorf

La Bobritzsch est une rivière en Saxe d’une longueur d’environ 38 km. Elle est tributaire à la Freiberger Mulde. Sa source se trouve au sud-est du village Reichenau dans la commune Hartmannsdorf-Reichenau, arrondissement de Suisse-Saxonne-Monts-Métallifères-de-l'Est (50° 46′ 56″ N, 13° 35′ 59″ E). Son cours est largement nord-nord-ouest. La Bobritzsch rejoint la Freiberger Mulde au nord de Bieberstein, commune de Reinsberg (Saxe), arrondissement de Saxe centrale (51° 01′ 14″ N, 13° 20′ 22″ E).
Le nom est derivé du mot slavique bobr («castor»). La rivière donne son nom aux villages de Ober- et Niederbobritzsch dans la commune de Bobritzsch-Hilbersdorf dont le blason montre un castor.